# Wirtschaftsfachoberschule „Heinrich Kunter“
Die Wirtschaftsfachoberschule „Heinrich Kunter“, umgangssprachlich Handelsoberschule (HOB), in Bozen (Südtirol) ist eine fünfjährige, maturaführende Fachoberschule für Wirtschaft und Recht. Der Namensgeber der Fachoberschule im wirtschaftlichen Bereich war der Bozner Kaufmann und Bürger Heinrich Kunter, der 1314 den Kuntersweg durch das damals unwegsame Eisacktal anlegen ließ. Es war die damals schnellste Verbindung zwischen Bozen und Brixen und löste den Kaiserweg ab, der über den Ritten führte.

## Fachrichtung
In der Wirtschaftsfachoberschule „Heinrich Kunter“, ehemals Handelsoberschule (HOB), wählen die Schüler bei der Schuleinschreibung eine von vier Fachrichtungen, wobei sie nach zwei Jahren die Möglichkeit haben in eine andere Fachrichtung zu wechseln. Die Fachrichtung Wirtschaftsinformatik ist erst ab der 3. Klasse wählbar, wobei hier die Schülerzahl je Jahrgang auf 24 beschränkt ist.
Die vier Fachrichtungen der WFO „Heinrich Kunter“ sind:
- Verwaltung, Finanzwesen und Marketing: WM
- Verwaltung, Finanzwesen und Marketing für Sportler: SP
- Weltwirtschaft und Sprachen: WS
- Wirtschaft und Informatik: WI

## Schulhaus
Die Schule, gelegen im Bozner Stadtteil Gries-Quirein, weist zwei Standorte, die etwa 200 m auseinanderliegen. Sie werden Haupt- und Außensitz genannt. Der Außensitz wurde in den Jahren 2014/16 erneuert.